# Antoine Vourc'h
Pour les articles homonymes, voir Vourc'h.
Antoine Vourc'h, né le 8 novembre 1885 et mort le 20 juillet 1964, est un homme politique français et ancien résistant.

## Biographie

### Langue bretonne
Le docteur Antoine Vourc'h est un "Breton bretonnant", et son attachement à la langue bretonne se révèle une constante chez lui. Dès 1904, âgé de 19 ans, "Antoine Vourc'h, de Guipavas, élève de philosophie au collège de Lesneven" se voit décerner un prix de prose en breton lors du concours "Jabadao", organisé par l'association des étudiants bretonnants de Paris, sous le patronage de Joseph Loth, président d'honneur du jury. Antoine Vourc'h remporte 50 francs et la publication complète de son œuvre "mignouneach diou galonik" dans la revue Bretouned Paris (Bretons de Paris).
Durant la Seconde Guerre mondiale, il participe à la création de l'association, au nom en breton, Sao Breiz et à l'édition de sa revue Sao Breiz evit ar vro Gallek (Debout Bretagne pour le pays de France) et s'exprime en breton sur les ondes de la BBC, en 1944.
Plus tard, en 1950, alors sénateur du Finistère, Antoine Vourc'h se fait le promoteur de l'enseignement des langues de France, et particulièrement de la langue bretonne, dont il est locuteur. Il participera activement à l'adoption de la loi Deixonne, la première loi française autorisant l'enseignement des langues régionales de France. Antoine Vourc'h souhaitait que "dès le primaire, il y ait un certain usage de la langue bretonne (...) dans l'heure d'activités dirigées qui est prévue dans les programmes pour donner l'habitude et l'usage de l'écriture et de la lecture du breton. Il est assez curieux qu'on puisse arriver à l'âge de 10 ou 12 ans, alors que le breton est la langue maternelle, sans avoir lu un texte breton. C'est absolument contre-nature."Durant les débats médiatiques et parlementaires accompagnant l'étude de la proposition de loi, Antoine Vourc'h dénonça le lien suggéré entre séparatisme et langue régionale, et rappela le rôle des Bretons au sein des mouvements de résistance durant la Seconde Guerre mondiale.

### Archéologie
Il décrit les tombelles (tombe formée par une éminence de terre, un petit tumulus) et enceintes qu'il trouve en 1935 sur les pentes sud-ouest du Ménez Hom à l'est du bourg d'Argol, sur le versant nord de la chaîne dite des Trois Canards : plusieurs centaines de tombelles, certaines isolées, dissimulées dans les bruyères et les landes, la plupart regroupées en six îlots, et des enceintes « situées sur le territoire de la commune de Trégarvan, dans l'angle ouest formé par la jonction des trois communes de Trégarvan, Argol et Saint-Nic. (...) Elles sont de forme rectangulaire ». Sur le versant sud de la même chaîne des Trois Canards, il vit 8 dolmens ou menhirs, « sans compter ceux qui, indiqués par Flagelle, ont disparu depuis » .

## Détail des fonctions et des mandats
Mandats parlementaires
- Adjoint au maire de Plomodiern
- Conseiller général du Finistère
- 21 octobre 1945 - 10 juin 1946 : Député du Finistère
- 8 décembre 1946 - 7 novembre 1948 : Sénateur du Finistère
- 7 novembre 1948 - 19 juin 1955 : Sénateur du Finistère

## Décorations
- Médaille de la Résistance française avec rosette (24 avril 1946)[9]